# انگاره کخ

انگاره کخ (به انگلیسی).

روبرت کخ (به آلمانی: Robert Koch) پزشک و دانشمند آلمانی یکی دیگر از افرادی بود که در شکل گیری نظریه میکروب‌های بیماری‌زا نقش مهمی ایفا نمود.
طبق انگاره کخ (به آلمانی: Henle-Koch-Postulate) برای اینکه ثابت شود شود ریزاندامگانی عامل بیماری ای است:
۱- ریزاندامگان عامل بیماری باید به مقدار زیاد در تمام گونه موجودات زنده مبتلا به این بیماری یافت شود، اما باید در گونه‌های سالم یافت نشود.
۲- ریزاندامگان عامل بیماری باید از یک موجود زنده بیمار جدا شده و بتواند در کشت خالصی رشد داده شود.
۳- هنگامی که موجود زندهٔ مشابهی به ریزاندامگان عامل بیماری کشت شده آلوده گشت باید بیمار شود.
۴- ریزاندامگان عامل بیماری که از موجود زندهٔ بیمار جدا می‌شود باید از با ریزاندامگان عامل بیماری اولیه و کشت گشته مشابه باشد.
گرچه این نطریه شامل کاستی‌ها ی اساسی است، اما در شکل گیری نظریه میکروب‌های بیماری‌زا نقش مهمی داشت.

## نظریه میکروب‌های بیماری‌زا
نظریه میکروب‌های بیماری‌زا (به انگلیسی: Germ theory of disease) بیان می‌کند که برخی از بیماری‌ها توسط میکروارگانیسم یا ریزاندامگان ایجاد می‌شوند. رشد، نمو و تولید مثل این ریزاندامگان می‌تواند منجر به ایجاد بیماری گردد. این ریزاندامگان می‌توانند شامل ویروس، باکتری، آغازیان، قارچ، یا پرایون باشند. به ریزاندامگانی که منجر به ایجاد بیماری می‌شوند بیمارگر و دسته بیماری‌هایی که آنان ایجاد می‌کنند بیماری‌های غفونی نامیده می‌شوند. حتی زمانی که یک بیمارگر موجب بیماری است، عواملی چون محیطی و ژنتیکی اغلب شرایط بیماری، شدت بیماری و این که آیا یک فرد مبتلا شود را تحت تاثیر قرار ی دهند.
تبیین تضاد معنایی بین چهار اصل کخ و سه اصلی که بعدها اضافه شد (در مجموع هفت اصل) به دلیل ماهیت متنوع میکروبهای دخیل در ایجاد بیماری، نحوه پاسخ میزبان، محدودیتهای کشت میکروبی و غیره میباشد که استثنائات متعددی در ارتباط با هر یک از اصول چهارگانه کخ میتوان برشمرد.

## پیوندها
- نظریه میکروب‌های بیماری‌زا